# Vișinari, Vaslui
Vișinari este un sat în comuna Bogdănești din județul Vaslui, Moldova, România. Atestat prima dată în 1828, cătun al satului Orgoiești, sub numele de Limboiești.
 Acest articol despre o localitate din județul Vaslui este deocamdată un ciot. Puteți ajuta Wikipedia prin completarea lui.